# Monteverdi Marittimo
Monteverdi Marittimo – miejscowość i gmina we Włoszech, w regionie Toskania, w prowincji Piza.
Według danych na rok 2004 gminę zamieszkiwało 701 osób, 7,2 os./km².